# 马子卿
马子卿（1917年—1973年6月29日），江苏邗江人，中华人民共和国政治人物、外交官。
1970年，接替曹克强，担任中华人民共和国驻斯里兰卡大使。1973年，由黄明达接任。
1973年6月29日，马子卿在北京去世。